# L'home a qui agradaven les dones
L'home a qui agradaven les dones (títol original en francès: L'Homme qui aimait les femmes) és una pel·lícula francesa de François Truffaut, del 1977. Ha estat doblada al català.

## Argument
Bertrand està tan enamorat de les dones com de la idea mateixa de dona. Per a ell, totes les dones són úniques i irreemplaçables. Són a la vegada l'obra de la seva vida, la seva inspiració artística i la causa de la seva mort. Una passió que resumeix amb aquestes paraules: 
| « | Les cames de les dones són com un compàs que recorre el globus terraqüi en tots sentits, donant-li equilibri i harmonia. | » |

## Repartiment
- Charles Denner: Bertrand Morane
- Brigitte Fossey: Geneviève Bigey
- Nelly Borgeaud: Delphine Grezel
- Geneviève Fontanel: Hélène
- Leslie Caron: Véra
- Nathalie Baye: Martine Desdoits
- Valérie Bonnier: Fabienne
- Jean Dasté: Dr. Bicard
- Sabine Glaser: Bernadette
- Henri Agel: un lector
- Chantal Balussou
- Nella Barbier: Liliane
- Anne Bataille: la jove de vestit de ratlles
- Marcel Berbert: el marit de Delphine
- Martine Chassaing: Denise

## Rebuda
És un dels films preferits del director Bruno Podalydès. En una entrevista a Cahiers du cinéma el 1998, explica: 
| « | M'agrada Truffaut des que era petit. Adoro particularement L'Homme qui aimait les femmes i havia pensat que Albert Jeanjean podia morir atropellat. | » |

## Al voltant de la pel·lícula
- Remake americà el 1983: The Man Who Loved Women de Blake Edwards amb Burt Reynolds i Julie Andrews.
- La pel·lícula va ser rodada en part a Montpeller.
- Leslie Caron va rodar el 1959 una pel·lícula titulada The Man Who Understood Women, d'on ve potser el títol escollit per Truffaut.